# Wojciech Piróg
Wojciech Piróg (ur. 19 sierpnia 1910 w Kamieniu, zm. 12 lipca 1995 w Warszawie) – polski działacz gospodarczy i organizator związany z Polskim Stronnictwem Ludowym i nurtem ludowym, zaangażowany w odbudowę Polski po II wojnie światowej i w ruch spółdzielczy, wiceminister budownictwa i przemysłu materiałów budowlanych (1957–1962).

## Biogram

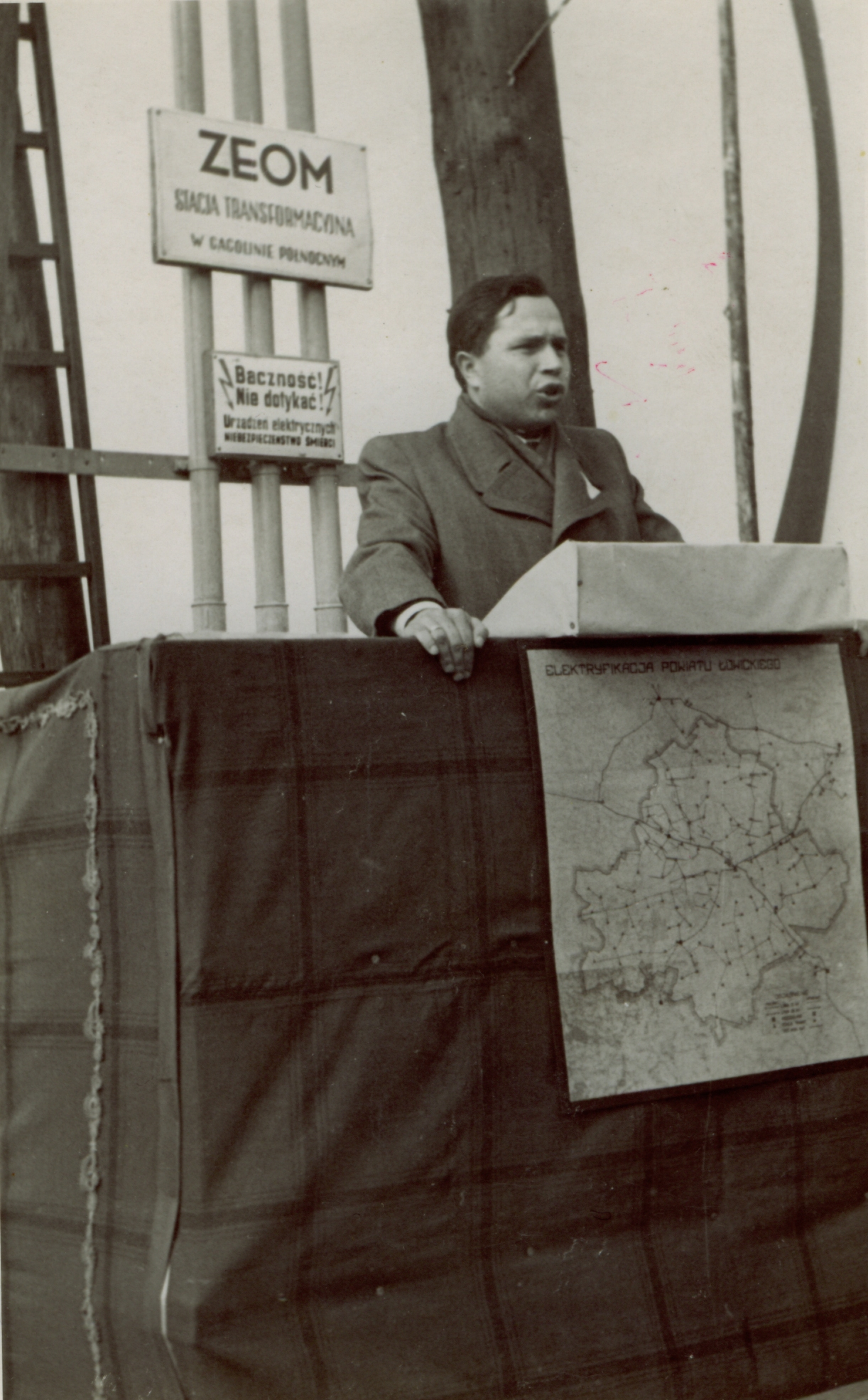
Elektryfikacja kolei polskich kierowana przez Wojciecha Piróga

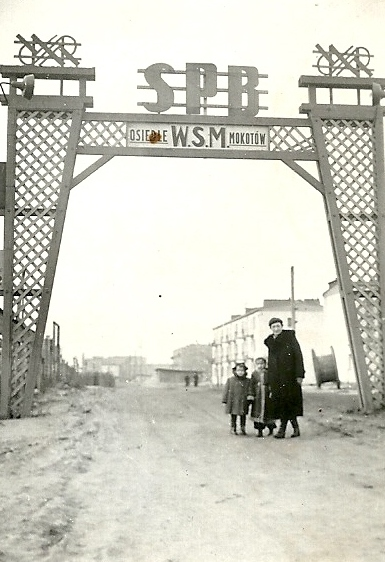
Wejście na budowę WSM Mokotów prowadzoną przez Społeczne Przedsiębiorstwo Budowlane

Wojciech Piróg urodził się we wsi Kamień, w województwie rzeszowskim w rodzinie chłopskiej. Uczęszczał do Państwowego Gimnazjum w Nisku, a następnie studiował na Politechnice Lwowskiej, uzyskując dyplom magistra inżyniera elektryka w 1935 roku.
W 1936 Wojciech Piróg rozpoczął pracę w Biurze Elektryfikacji Polskich Kolei Państwowych (PKP) w Warszawie włączając się w nowy w owym czasie proces elektryfikacji kolei. W latach 1936–1939 współpracował ze Związkiem Gospodarczym Spółdzielni Rolniczych w Warszawie, opracowując plany spółdzielczej elektryfikacji wsi. Wiosną 1939 roku nawiązał współpracę z Warszawską Spółdzielnią Mieszkaniową (WSM) i Społecznym Przedsiębiorstwem Budowlanym (SPB) wykonując dla nich projekty instalacji elektrycznych w budownictwie ogólnym.
Po klęsce wrześniowej 1939 roku Wojciech Piróg wstąpił do pracy w SPB, jako kierownik robót instalacji elektrycznych, a następnie objął w tym przedsiębiorstwie stanowisko kierownika Biura Instalacji Elektrycznych. W okresie okupacji hitlerowskiej kierował pracami elektryfikacyjnymi dla kolei węzła warszawskiego, gdzie w porozumieniu z organizacjami konspiracyjnymi umożliwiał zatrudnienie dla działaczy podziemia i osób ukrywających się, w tym i Polaków pochodzenia żydowskiego. W czasie Powstania Warszawskiego był komendantem Wojskowej Pomocniczej Służby Technicznej Zgrupowania AK „Żywiciel” na Żoliborzu, ps. „Prusina”. Po ucieczce z obozu rozdzielczego w Pruszkowie udał się do Krakowa, gdzie wznowił działalność Biura Instalacji Elektrycznych SPB.
W 1945 Wojciech Piróg powrócił do Warszawy i zajął się organizacją SPB, jako aparatu budowlanego do odbudowy stolicy i kraju. Wojciech Piróg został wybrany na stanowisko dyrektora naczelnego SPB w 1945, a następnie do połowy 1948 pełnił funkcje przewodniczącego zarządu. Pod jego kierunkiem SPB rozpoczęło planową odbudowę Warszawy oraz podjęło szereg inwestycji na terenie całego kraju. Wynikiem działalności SPB są liczne odbudowane i zbudowane od nowa osiedla mieszkaniowe w Warszawie, a także we Wrocławiu, Łodzi, Szczecinie i in., budynki szkolne, zakłady przemysłowe, drogi, mosty, zapory wodne, lotniska i nabrzeża portowe Gdańska, Gdyni i Szczecina.
Po upaństwowieniu SPB w 1948 Wojciech Piróg przeszedł do budownictwa państwowego i pracował w kilku jego jednostkach organizacyjnych. Na uwagę zasługują istniejące do dziś przedsiębiorstwo Elektromontaż, którego był organizatorem, oraz ZREMB, którego był współorganizatorem. W latach 1954–1957 był członkiem i doradcą technicznym Zarządu Budowy Elektrowni. W kwietniu 1956 objął stanowisko Dyrektora Biura Dzielnicy Przemysłowej Służewiec w Warszawie.
Po przełomie politycznym 1956 roku, w lutym 1957 Wojciech Piróg został mianowany Podsekretarzem Stanu w Ministerstwie Budownictwa i Przemysłu Materiałów Budowlanych. Jego nadzorowi podlegały między innymi Departament Techniki, instytuty budownictwa i biura projektowe. Pod jego kierunkiem opracowany został 7-letni plan postępu technicznego.
W marcu 1959 Wojciech Piróg wrócił na stanowisko przewodniczącego zarządu w nowo reaktywowanym Społecznym Przedsiębiorstwie Budowlanym. Po kolejnej likwidacji SPB w 1961 i przejęciu jego aparatu przez przedsiębiorstwa państwowe, Wojciech Piróg przeszedł do pracy w Centralnym Instytucie Informacji Naukowo-Technicznej i Ekonomicznej (CINTE) w Warszawie w charakterze dyrektora. Na tym stanowisku Wojciech Piróg rozpoczął działalność organizacyjną polskiej służby informacji naukowo-technicznej i ekonomicznej. Pod jego kierunkiem Instytut prowadził prace naukowo-badawcze i metodyczne w dziedzinie informacji i dokumentacji, organizował szkolenia pracowników ośrodków informacji i rozwijał współpracę z placówkami zagranicą. Od 1962 do 1970 Wojciech Piróg był członkiem Delegacji Polskiej w Stałej Komisji Koordynacji Badań Naukowych i Technicznych. Od 1966 był członkiem Rady Międzynarodowej Federacji Dokumentacji (FID).
W latach 1960–1990 Wojciech Piróg pełnił funkcje we władzach Naczelnej Organizacji Technicznej (NOT), Głównej Komisji Znaku Jakości oraz Stowarzyszenia Elektryków Polskich (SEP). W 1984 został wybrany na przewodniczącego zarządu reaktywowanego po raz trzeci Społecznego Przedsiębiorstwa Budowlanego i funkcję tę piastował do 1989 roku.
Po II wojnie światowej Wojciech Piróg był członkiem Polskiego Stronnictwa Ludowego (PSL) do 1949 roku, a następnie był bezpartyjnym. W 1990 roku przyłączył się ponownie do odrodzonego PSL. W 1990 roku, po uchwaleniu przez Sejm nowej ustawy o spółdzielni, której założenia okazały się niekorzystne dla rozwoju spółdzielczości, Wojciech Piróg podjął zadanie obrony organizacji spółdzielczych. Z jego inicjatywy powstała przy PSL Komisja Odbudowy Spółdzielczości, której praca zaowocowała uchwaleniem przez Sejm nowego Prawa Spółdzielczego korygującego szereg przepisów i stwarzającego podstawy dla stopniowej odbudowy organizacji spółdzielczych.
W wyborach parlamentarnych w 1991 bezskutecznie kandydował z listy PSL do Sejmu.
Za działalność zawodową i społeczną Wojciech Piróg otrzymał:
- Medal Zwycięstwa i Wolności 1945
- Warszawski Krzyż Powstańczy
- Złoty Krzyż Zasługi (dwukrotnie, 1946[6] i 1954[7])
- Krzyż Oficerski Orderu Odrodzenia Polski
- Order Sztandaru Pracy I i II klasy
- Złotą Odznakę Odbudowy Warszawy,
- Odznaka 1000-lecia Państwa Polskiego
- Medal Sprawiedliwy Wśród Narodów Świata.